# شخص اعتباري
الشخص الاعتباري مجموعة من الأشخاص والأموال يتوفر لها كيان ذاتي مستقل تستهدف تحقيق غرض معين وتتمتع بالشخصية القانونية في حدود هذا الغرض.

## عناصر الشخص الاعتباري
للشخص الاعتبارى العناصر الآتية:
1. مجموعة من الأشخاص أو الأموال لها كيان ذاتي مستقل.
2. غرض أو هدف معين يسعى الشخص الاعتباري إلى تحقيقه، هذا الغرض قد يكون هو تحقيق الربح وقد يكون الخدمة العامة مثل جمعيات حماية المستهلك. لكن يشترط أياً كان الهدف أن يكون الغرض مشروعاً، بمعنى ألا يكون مخالفاً للنظام العام أو الآداب.
3. اعتراف القانون. والاعتراف قد يكون عاماً أو خاصاً ويقصد بالاعتراف العام أن القانون يضع شروطاً عامة مقدماً، فإذا توافرت هذه الشروط في أي شيء أو هيئة فإنها تكتسب الشخصية القانونية بمجرد تكوينها. أما الاعتراف الخاص فيقصد به أن كل شركة أو هيئة تتقدم بصفة مستقلة للجهات المختصة لكي تطلب اكتساب الشخصية الاعتبارية إذا توفرت الشروط المقررة قانوناً.

## أحكام الشخص الاعتباري
بداية الشخصية القانونية: تبدأ الشخصية القانونية لدى الشخص الاعتباري من تاريخ الاعتراف من الجهة المختصة.
حكم الشخص الاعتباري قبل الاعتراف به: قرر القانون أن الشخص الاعتباري في مرحلة التكوين يكتسب حقوقاً معينة وبالتالي يكتسب شخصية قانونية ناقصة قياساً على الجنين في حالة الشخص الطبيعي.
نهاية الشخصية الاعتبارية: تنتهي الشخصية الاعتبارية بالانقضاء إما بانتهاء الأجل أو الانقضاء الاختياري أو الانقضاء الإجباري (إعلان إفلاس مثلاً) أو الاندماج بمعنى أن شركتين أو أكثر ققرتا اندماجهما معاً في شركة واحدة جديدة تبدأ من تاريخ الاعتراف أما الشركات التي اندمجت فينتهي أجلها من تاريخ الاندماج.

## مميزات الشخص الاعتباري
توجد مجموعة من الخصائص تميز الشخص الاعتباري عن غيره وهي:
1. الاسم: لكل شخص اعتباري اسماً يميزه عن غيره مثله في ذلك مثل الشخص الطبيعي وعادة ما يشتق اسم الشخص الاعتباري من الغرض الذي أنشئ من أجله. ويجب أن يكون هذا الاسم مستقلاً عن أسماء الأعضاء المكونين له حتى لا يحدث اختلاط بين الشخص الاعتباري والأشخاص المكونين له.
2. الموطن: لكل شخص اعتباري موطن مثل الشخص الطبيعي وموطن الشخص الاعتباري في القانون هو مركز ادارته الرئيسي. فإذا كان للشركة عدة فروع فإن موطن كل فرع هو المكان الذي يمارس فيه نشاطه.
3. الأهلية: تنقسم الأهلية بصفة عامة إلى أهلية وجوب وأهلية أداء، فبالنسبة لأهلية الوجوب فإن الشخص الاعتباري يكتسبها منذ نشأته أي من تاريخ الاعتراف به، لكنها ليست كاملة. أما بالنسبة لأهلية الأداء فهي ترتبط بالتمييز والإدراك وهما مرتبطان بالسن، وهي أمور يستحيل توافرها في الشخص الاعتباري، والذي يتولى ممارسة نشاط الشخص الاعتباري من حيث البيع والشراء وغير ذلك هو من يمثله قانوناً.
4. ذمة مالية كما ذكرنا، فإن الذمة المالية للشركة مستقلة استقلالاً تامًا عن الذمم المالية لباقي الشركاء، فالشركاء ليسوا مالكين على الشيوع لمال الشركة، وإنما هو ملك لها ومستقل عن أموال الشركاء الشخصية، وليس للشركاء إلا الحق فيما قد تدره الشركة من أرباح، فيكون رأس مال الشركة وموجوداتها مملوكاً ملكية خالصة للشركة.
5. الجنسية: ولعل من أهم النتائج المترتبة على اكتساب الشركة – باستثناء شركات المحاصة – شخصية معنوية مستقلة هو أنه يكون للشركة جنسية خاصة بها لا تختلط بجنسية الأشخاص المكونين لها، والجنسية كما هي من لوازم الشخص الطبيعى هي من لوازم الشخص الاعتبارى، فكل شركة تجارية – عدا المحاصة – لابد لها من جنسية يتحدد بها وضعها القانونى، وهذه الجنسية يعينها القانون » . وتحديد جنسية الشركة أمر بالغ الأهمية لأسباب متعددة، إذ أن جنسية الشركة هي التي تحدد القانون الواجب التطبيق فيما يتعلق بصحة تكوينها وأهليتها وإدارتها وانقضاؤها وتصفيتها. كما أن جنسية الشركة ضرورية لتحديد مدى تمتع شركة معينة بالحقوق التي تقصرها كل دولة على رعاياها، ومنها الحق في مباشرة أنشطة معينة دون غيرها، ولتعيين الدولة التي يكون لها الحق في حماية الشركة دولياً.

### انتهاء الشخصية القانونية للشخص الاعتباري
تنتهي حياة الشخص الاعتباري على النحو التالي :
بالنسبة للدولة تزول شخصيتها بزوال أحد عناصرها الثلاثة.
بالنسبة للولاية والدائرة والبلدية بصدور قانون إلغائها أو إدماجها في وحدة إدارية أخرى وتصدر قوانين الإلغاء والإدماج من السلطة المختصة بالإنشاء.
بالنسبة للمؤسسات العامة وما في حكمها تنقضي شخصيتها القانونية بإدماجها في مؤسسة عامة أخرى أو بإلغائها بقانون تصدره السلطة التي أنشأتها.
بالنسبة للشركات والجمعيات والمؤسسات الخاصة تنتهي حياتها بأحد الأسباب التالية :
- حلول أجل انقضائها، السابق تحديده في قانون إنشائها.
- تحقيق الغرض من إنشائها.
- إتفاق الشركاء على حلها.
- إشهار إفلاسها.
- صدور حكم قضائي بحل الشخص الاعتباري.
- صدور قانون بإلغائها من السلطة التي أصدرت قانون إنشائها.

للمزيد راجع الشخصية المعنوية